# 新名昭彦
新名 昭彦（にいな あきひこ、男性、1968年9月15日 - ）は、日本の漫画家。別名義ににいな あきひこ、新名 あき（にいな - ）、山桜桃（ゆすら）。大まかにはにいなあきひこ、新名昭彦が少年漫画、新名あきが青年漫画、山桜桃が成人向け漫画で使用している名義である。
厳密には山桜桃が新名と同一人物であると明言しているわけではないが、山桜桃作品のリメイクを新名あきが執筆しているにもかかわらず山桜桃のクレジットが一切なかったり、山桜桃の単行本には小川雅史がチーフアシスタントと書かれているが、小川自身は新名あきの元で長くアシスタントを務めており、新名を師匠であると発言している。
娘はタレントで元子役の新名星花。

## 略歴
北海道出身。
にいなあきひこ名義の『4』（アニメ『プロジェクトA子』のパロディ作品）でデビュー。その後もホビージャパン社『コミックマスター』やみのり書房『コミックゼノン』などの少年向け漫画雑誌で活動するが定着せず。
1991年頃より山桜桃名義でワニマガジン社『COMIC快楽天』、フランス書院『COMICパピポ外伝』、青磁ビブロス『カラフルBee』などの成年向け漫画雑誌で執筆。1992年頃より『COMICパピポ外伝』の表紙を長期にわたって手がける。この頃、成年向け単行本としては異例の10万部突破した初単行本『北の国からこんにちわ』がCDドラマとなって発売される。後に妻となるのは、主役・美雪の声を担当した青二プロダクションの声優である。
1994年頃からは、スコラ社の青年向け漫画雑誌『コミックバーガー』および同誌のリニューアル版である『コミックバーズ』（後の『月刊バーズ』）でも新名あき名義で活動する。しかし、スコラ社の倒産にともない『コミックバーズ』がソニー・マガジンズへ、さらにその後幻冬舎コミックスへ移籍すると、編集部との方針に合わず同誌では活動しなくなる。また、ぶんか社『コミックまぁるまん』が青年向け漫画雑誌から成年向けグラビア誌に方針転換したため、こちらに連載されていた『またたび荘は猫屋敷』の連載も打ち切られ、山桜桃名義の『スワニー・エンジェル』となった。よって2002年をもって新名あき名義での青年漫画活動は中断する。
2004年より、長期にわたって永井豪作品を題材にした同人誌を執筆してきた経緯からか、講談社の少年向け漫画雑誌『マガジンZ』において超合金魂との連動企画『マジンガーエンジェル』を、新名昭彦名義で執筆している。同作品は、堀江美都子が主題歌を歌うCDも発売された。単行本は台湾、フランス等でも発売されている。
2008年6月に急性骨髄性白血病にて闘病生活に入ったことをmixiブログに発表する。

## 単行本の一覧
- 北の国からこんにちわ（山桜桃名義、短編集）
  - 単行本 全2巻（ワニマガジンコミックス（ワニマガジン社））
    1. （1992年1月発行） ISBN 4-89829-111-2
    2. （1992年12月発行） ISBN 4-89829-119-8
- みゅうたんと学園（山桜桃名義、COMIC快楽天（ワニマガジン社））
  - 単行本 全1巻完結（1993年12月発行、ワニマガジンコミックス） ISBN 4-89829-141-4
- おさわがせプリズムレディ（新名あき名義、コミックバーガー（スコラ））
  - 単行本 全3巻（バーガーSC（スコラ））
    1. （1995年3月発行） ISBN 4-7962-4321-6
    2. （1996年1月発行） ISBN 4-7962-4364-X
    3. （1996年9月発行） ISBN 4-7962-4392-5

  - 単行本 新装版全2巻（バーズコミックス（ソニー・マガジンズ）） - スコラ倒産に伴う移籍
    1. （1999年11月発行） ISBN 4-7897-8203-4
    2. （1999年11月発行） ISBN 4-7897-8204-2
- いっちょまえANGEL（山桜桃名義、COMIC快楽天）
  - 単行本 全2巻（ワニマガジンコミックス）
    1. （1995年12月発行） ISBN 4-89829-186-4
    2. （1996年2月発行） ISBN 4-89829-189-9
- PLANET LOVERS（山桜桃名義、COMIC快楽天）
  - 単行本 全1巻完結（1997年7月発行、ワニマガジンコミックス） ISBN 4-89829-324-7
- レイミアよろずカンパニー（山桜桃名義、カラフルBee（ビブロス））
  - 単行本 全1巻完結（1997年9月発行、カラフルEX（ビブロス）） ISBN 4-88271-537-6
- いのち短し恋せよおとめ（新名あき名義、コミックバーガー → コミックバーズ（スコラ → ソニー・マガジンズ））
  - 単行本 既刊1巻（バーガーSC）
    1. （1998年11月発行） ISBN 4-7962-9748-0

  - 単行本 全3巻（バーズコミックス） - スコラ倒産に伴う移籍
    1. 新装版（1999年11月発行） ISBN 4-7897-8205-0
    2. （1999年11月発行） ISBN 4-7897-8206-9
    3. （2000年10月発行） ISBN 4-7897-8311-1
- またたび荘は猫屋敷（新名あき名義、コミックまぁるまん（ぶんか社））
  - 単行本 全5巻（ぶんかコミックス（ぶんか社））
    1. （1999年2月発行） ISBN 4-8211-9728-6
    2. （1999年10月発行） ISBN 4-8211-9773-1
    3. （2000年9月発行） ISBN 4-8211-9839-8
    4. （2002年1月発行） ISBN 4-8211-9911-4
    5. （2002年12月発行） ISBN 4-8211-9989-0
- カタブツくんが行く!!（山桜桃名義、短編集）
  - 単行本 全1巻完結（1999年6月発行、カラフルEX（ビブロス）） ISBN 4-88271-865-0
- Devil smile（新名あき名義、コミックバーズ（ソニー・マガジンズ → 幻冬舎））
  - 単行本 全2巻（バーズコミックス（幻冬舎））
    1. （2002年1月発行） ISBN 4-344-80016-8
    2. （2002年7月発行） ISBN 4-344-80104-0
- 世田谷桃源郷（山桜桃名義、短編集）
  - 単行本 全1巻完結（2003年10月発行、マイクロマガジン社） ISBN 4-89637-166-6
- スワニー・エンジェル（山桜桃名義、2003年 - 連載中[要検証 – ノート]、コミックまぁるまん）
  - 単行本 既刊2巻（ぶんかコミックス）
    1. （2003年3月発行） ISBN 4-8211-8008-1
    2. （2003年12月発行） ISBN 4-8211-8064-2
- マジンガーエンジェル（新名昭彦名義、マガジンZ（講談社））
  - 単行本 全4巻完結（マガジンZKC（講談社））
    1. （2005年2月23日発行） ISBN 4-06-349196-X
    2. （2005年8月23日発行） ISBN 4-06-349215-X
    3. （2006年4月21日発行） ISBN 4-06-349241-9
    4. （2007年2月23日発行） ISBN 978-4-06-349270-5
- マジンガーエンジェルZ（新名昭彦名義、マガジンZ（講談社））
  - 単行本 全2巻完結（マガジンZKC（講談社））
    1. （2008年1月23日発行） ISBN 978-4-06-349332-0
    2. （2008年12月22日発行） ISBN 978-4-06-349405-1
- マンガ入門 殺人ロボットがやってくる!?（著 - 川崎哲・畠山澄子、漫画 - 新名昭彦）
  - 単行本 全1巻完結（合同出版）
    1. （2018年1月30日発行） ISBN 978-4-7726-1330-9